# Centro Scout Internacional de Kandersteg
El Kandersteg International Scout Center (KISC) es el único centro internacional de la Organización Mundial del Movimiento Scout situado en el corazón de los Alpes Suizos. Fue fundado en 1923. 
El KISC comprende instalaciones varias en 17 hectáreas de terreno, está abierto todo el año tanto a scouts como a personas que no pertenecen al movimiento. Acoge cada año a más de 10 000 jóvenes de más de cuarenta países, asegurando así un ambiente internacional . 

## Historia
Durante la celebración del primer Jamboree en Londres en 1920, Baden Powell se da cuenta de lo beneficioso que resulta para los jóvenes del naciente movimiento estas reuniones entre scouts que, en principio, no se conocen. Así nace la idea de encontrar un lugar que pueda servir como encuentro permanente entre scouts de todo el mundo. 
En 1921, Walter von Bonstetten, scouter suizo, pasaba las vacaciones en Kandersteg cuando descubrió un viejo chalet abandonado. Tras informarse supo que fue construido en 1908 para alojar a los trabajadores empleados en la construcción del túnel de Lötschberg. Una vez terminado el túnel el chalet había sido abandonado por la compañía de ferrocarriles. 
Von Bonstetten se dio cuenta de que aquel podría ser el lugar con él que soñaba BP así que le escribió una carta explicándole su descubrimiento. La respuesta fue positiva y en febrero de 1923 se funda la asociación Scouts International Home que será la que comprará el chalet y los terrenos circundantes el 12 de abril del mismo año por un total de 15.100 francos suizos. 

## Sus Valores

### Diversidad
"Reconocemos, respetamos y valoramos las diferencias de las personas, sin importar de dónde sean o adónde vayan. 
Al promover un entorno diverso e inclusivo, creamos un espacio seguro para que todos nuestros huéspedes y personal sean ellos mismos."

### Empoderamiento de la juventud
"Alentamos y empoderamos a los jóvenes para que sean promotores activos de la paz y la creación de un mundo mejor.
Brindamos oportunidades para que nuestros huéspedes y personal se desarrollen y se desafíen a sí mismos tanto física como mentalmente. Dar a los jóvenes la responsabilidad de sus propias tareas y animarlos a interactuar y aprender de otras culturas."

## Cronología
- 1923 - Fundación del centro. La Home Association compra un chalet y un terreno a orillas del río Kander. El Centro fue inaugurado el 21 de mayo de 1923. En una carta a todas las Asociaciones Scout, la Oficina Internacional escribió: `` Tenemos el gran placer de anunciar a los Scouts de todos los países que el esquema propuesto por el Jefe Scout ya se ha realizado.

- 1927 - Queda habilitado el primer dormitorio, la "Dutch Room" (dormitorio neerlandés). Los Scouts holandeses decoran una habitación en el Chalet, creando así la primera de las salas de las Organizaciones Scout. En los meses siguientes, se crea una sala húngara y dos salas decoradas por los grupos de exploradores suizos.
- 1929 - Compra de más terrenos para la mayor zona de acampada del centro.
- 1930 - Baden Powell visita Kandersteg y se interesa por los avances en la construcción del centro.
- 1930 - El Comité Scout Mundial se reúne en el Centro  El Comité Scout Mundial Internacional se reúne en Kandersteg en julio. Baden-Powell asiste a la reunión, visita el Chalet e inspecciona el nuevo campamento. Mientras inspecciona el área de acampada, BP usa una colina en el campamento para tener una buena vista tanto del campamento como del Centro. Esta colina pasa a ser conocida como 'BP's Hill', y se llama así también hoy en día.
- 1931 - La primera Moot Scout Mundial reúne 2.500 rovers en Kandersteg. Lord Baden-Powell invita a todos los Rover Scouts a unirse a él en Kandersteg para el primer Rover Moot, una reunión de todos los jóvenes líderes en la exploración. 2500 Rovers de 23 países responden a la llamada del Jefe.

- 1940 - Durante la Segunda Guerra Mundial el centro acoge a soldados franceses La vida internacional se paraliza debido al estallido de la Segunda Guerra Mundial. Solo unos pocos invitados de fuera de Suiza visitan el Centro debido a las severas restricciones de viaje. El chalet, la torre y el campamento se utilizan como alojamiento para las tropas que protegen el valle y para el almacenamiento de suministros médicos y militares. Unos 200 soldados franceses están internados en el Chalet. Durante los días, los soldados mueven tierra para cubrir piedras y formar nuevos campamentos en el campamento.
- 1948 - Vuelta a la ocupación  Para el verano de 1947, 1.358 Scouts visitaron el Centro, incluidos invitados de Argentina, Nueva Zelanda, Cuba, Finlandia, Líbano y México. Establecido nuevamente como un Centro Mundial, Kandersteg fue sede de la primera reunión de Comisionados Internacionales en julio de 1948, un gran paso para la reconstrucción de la Hermandad Mundial.
- 1949 - Fallece Walter von Bonstetten.
- 1953 - La 5ª World Scout Moot reúne a más de 5.000 Rovers.

Kurt Metz, Berna, es elegido como el primer director de campamento profesional a tiempo completo del Scout Center Kandersteg. El nombramiento de un Director de Campamento es posible ahora con una donación sustancial del Coronel Kenneth Macintosh (a través de la Fundación de los Estados Unidos para el Escultismo Internacional - USFIS).
- 1973 - Kurt Metz se convierte en el primer director del centro a tiempo completo gracias a la ayuda económica de Kenneth Macintosh.
- 1977 - El centro cambia de nombre para denominarse Kandersteg International Scout Centre (KISC).
- 1979 - El centro acoge el Campamento Kristall, una de las actividades que reemplaza al Jamboree Mundial suspendido de Irán.

Más de 1.700 Scouts, Scouters y Personal de 42 países asisten a Kristall '79, un campamento internacional especial para reemplazar el Jamboree Mundial cancelado en Irán, organizado por la Región Scout Europea.
- 1989 - Conseguir Rosa El personal de KISC solía usar un color diferente de uniforme de personal cada año. En 1989, por primera vez, se usaron uniformes rosas y nunca más cambiaron de color. ¡Desde entonces, el personal de KISC es conocido como Pinkies!
- 1992 - La 9ª World Scout Moot reúne a 2.000 jóvenes de cincuenta países. Aidan Jones es nombrado director del KISC.
- 1994 - Se funda la Kandersteg Scout Centre International Fundation.
- 1995 - Se inicia el proyecto de expansión del centro.
- 1996 - el 1 de junio comienzan los trabajos de ampliación del centro. John Moffat se convierte en director del KISC.
- 1997 - el 12 de febrero el KISC inaugura su sitio web: www.kisc.ch
- 1998 - El centro celebra su 75 aniversario con diversos eventos a lo largo de todo el año.
- 2001 - 27 de abril, la web del KISC se renueva.
- 2002 - Miriam Hertzberg es elegida directora del centro. En diciembre terminan los trabajos de expansión del centro iniciados seis años antes.
- 2005 - Las instalaciones sanitarias son motivo de reformas. Mark Knippenberg es elegido director.
- 2007 - Se celebra el centenario del escultismo y se realiza el Kanderjam en KISC al mismo tiempo que el jamboree mundial en Inglaterra

## Kandersteg
Kandersteg es un pequeño pueblo suizo tradicional, situado a 1200 m s. n. m., a 65 km al sur de la ciudad de Berna. El pueblo ofrece unas estupendas vistas sobre los Alpes y es la salida ideal para explorar sus montañas. 
Se puede llegar fácilmente por carretera o por ferrocarril. Kandersteg forma un nudo ferroviario por donde pasa la línea que conecta el Benelux, Escandinavia y Alemania con Italia. Durante la temporada alta una red de autobuses conecta de forma regular la estación de tren con el KISC. 
El centro está situado al sur del pueblo.

## Chalet
Es el alma y lo más representativo del KISC, un edificio formado por el chalet original y una edificación adosada para ampliarlo. Es en este edificio que tienen lugar las recepciones y las reuniones. Ahí es también donde los visitantes encuentran la mayoría del equipamiento necesario para acampar en Kandersteg. 
La reforma de 1996 mejoró sustancialmente la vida en el chalet. Se instaló calefacción central, nuevos equipamientos sanitarios con agua caliente, una tienda de souvenirs, salas de reuniones, una oficina de correos, un locutorio telefónico, una cafetería, una lavandería, un puesto de primeros auxilios y conexión a internet. Además de cocinas eléctricas a disposición de los visitantes. 
Desde 1953 el centro abre todo el año y funciona de manera parecida a los albergues juveniles, haciendo hincapié en la vida en comunidad y en pequeños grupos que velan por el buen funcionamiento y la limpieza del chalet. El edificio ha sido decorado con pañoletas, placas conmemorativas, fotografías, pósteres e insignias. 
El antiguo chalet puede acoger a 172 personas en 23 habitaciones, cada una de ellas tiene entre 2 y 22 camas, y la mayoría tienen un espacio común con una mesa y sillas. Las habitaciones llevan por nombre las organizaciones scouts nacionales o las regiones scouts que con su generosidad han permitido renovar y decorar los dormitorios. 
El nuevo chalet aloja al personal del centro, hay salas de reuniones y nueve dormitorios de tres camas cada uno disponibles excepto en verano.

## Terreno
El terreno fue en su origen las tierras abandonadas tras la construcción del túnel por lo que algunas zonas de acampada son muy pedregosas, otras zonas están próximas a la vía férrea y los que acampan allí deben aguantar a veces el ruido del paso del tren. 
En los terrenos del KISC pueden acampar hasta un máximo de 1400 scouts sobre más de sesenta zonas de acampada diferentes. Durante el verano una media de 750 personas acampan en Kandersteg. Cada grupo se mantiene lo suficientemente lejos de los demás grupos para tener intimidad pero lo bastante cerca como para lograr una atmósfera internacional en el campamento. 
Todas las zonas de acampada tienen agua corriente a proximidad así como servicios y duchas de agua caliente. Cada grupo se compromete a mantener las instalaciones limpias y disponibles durante su estancia. Hay una tienda de alimentación abierta durante el verano y la recepción del KISC está abierta casi todo el tiempo.

## Torre
La torre era en su origen la central que proveía de energía a las obras del ferrocarril. Hoy en día se divide en dos, la torre misma y la Lötschberghaus, un edificio con dormitorios comunes. 
La torre permite alojar 57 personas más, repartidas en cuatro habitaciones con doce camas en la Lötschberghaus y una habitación recientemente renovada de nueve camas en la torre propiamente dicha. 
El equipamiento de la torre se completa con unos servicios, duchas, una cocina completamente equipada y un gran comedor con balcón y chimenea.

## El equipo

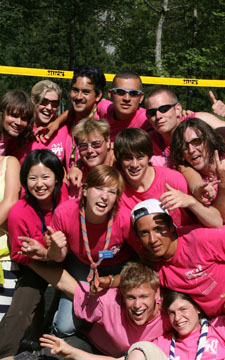
Kandersteg Staff.

Un director a tiempo completo, asistido por un equipo de voluntarios internacionales, que se quedan por tres meses hasta poco más de un año, que se hacen responsables del centro durante el año.
Los miembros del personal son conocidos como Pinkies por la playera rosa que utilizan, además de utilizar una pañoleta en el cuello que demuestra que son parte de la gran familia scout.
Son indispensables 3 requisitos para ser parte de este equipo.
- Ser mayor de 18 años al primer día de trabajo
- Ser capaz de trabajar y comunicarse en inglés
- Ser miembro de la Organización Mundial del Movimiento Scout o de la Organización Mundial de Movimiento Guía

## Otros Centros Scouts Internacionales
- Centro nacional de formación Jambville
- Gilwell Park
- Centro Nacional de Formación Ambiental, São Jacinto